# 37584 Шляйден
37584 Шляйден (37584 Schleiden) — астероїд головного поясу, відкритий 10 жовтня 1990 року.
Тіссеранів параметр щодо Юпітера — 3,641.